# Rossano Rossi
Rossano Rossi (Siena, Italia, 1964) es un dibujante de cómic italiano.

## Biografía
Tras un periodo de estudio como autodidacta, debutó en la segunda mitad de los años 1980 en revistas de historietas como L'Intrepido, Blitz, Splatter o Ramba, realizando historias autoconclusivas. A principios de la década siguiente empezó a colaborar con la editorial Sergio Bonelli Editore, realizando los lápices de algunos episodios de Mister No. A partir de 1994, se dedicó a Zona X, para la que dibujó varios episodios de las series La stirpe di Elän y Magic Patrol. Posteriormente, trabajó para Jonathan Steele y Nick Raider. Desde 2006 forma parte del equipo de Tex.